# Miguel Brascó
Miguel Brascó (Sastre, Santa Fe, 14 de septiembre de 1926-Buenos Aires, 10 de mayo de 2014) fue un escritor, humorista, dibujante, editor, crítico y sibarita argentino que se desempeñaba principalmente como especialista en vinos y comida gourmet. También fue abogado y periodista.

## Biografía
Nació el 14 de septiembre de 1926 en la localidad de Sastre (Santa Fe) y vivió hasta los doce años en Puerto Santa Cruz, Patagonia. Estudió en el Colegio Nacional de Santa Fe, abogacía en la Universidad Nacional del Litoral y el posgrado de derecho en Universidad Central de Madrid con Carlos Bousoño y Vicente Aleixandre. En Santa Fe perteneció al grupo de artistas santafesinos Espadalirio (fundado en 1945), dirigió la emisora radial, hizo teatro, jazz y tradujo a poetas alemanes e ingleses. 
Publicó un libro de cuentos, Criaturas triviales, uno de vinos, Anuario Brascó con Fabricio Portelli, cuatro de poesía y la novela Quejido Huacho. Esta novela le dio la oportunidad de entrecruzar sus registros y sus saberes, mundanos, periodísticos y literarios, en el periplo de un ingeniero que sale a la ruta para ser atacado por las complicaciones de una realidad que antes desconocía. 
Amigo personal de Quino, hacia 1962 habían compartido páginas en las revistas Tía Vicenta de Juan Carlos Colombres ("Landrú") y "Cuatro Patas", una creación de Carlos del Peral. Como consideraba a su amigo un gran dibujante, y un genial argumentista es quien le sugiere una tira cómica que habría de publicarse de manera encubierta en algún medio, para promocionar los electrodomésticos Mansfield producidos por Siam Di Tella. 
Como el nombre de todos los personajes debe empezar con "M", Quino crea una familia tipo en la que puede reconocerse a Mafalda y a sus padres. La tira va al diario "Clarín" que percibe la publicidad encubierta y la campaña no se hace. Brascó recibió las fallidas tiras en "Gregorio", el suplemento estable de humor de la revista "Leoplán", creado y dirigido por él, y en el que colaboraban firmas de la talla de Rodolfo Walsh, Carlos del Peral, Kalondi y Copi. Impresionado por el homenaje a "Periquita" que cree entrever en el dibujo de Mafalda, Brascó le publica tres de las tiras. 
Desde mediados de la década del 70 y el principio de la década de 1980 fue director Editorial de las revistas Diners y Status, donde reunió dos de sus pasiones más acendradas: el erotismo y la gourmandise, en crónicas fotográficas y relatos de bon vivant redactados con su particular estilo, plagado de imaginación y humorismo, y enriquecidos por sus característicos dibujos. En la misma línea, durante 2001 dirigió, junto con Jorge Lanata, la revista Ego.
Fue secretario del selecto club Epicure en el Hotel Plaza (Buenos Aires) durante 15 años, amigo del Gato Dumas, Astor Piazzolla, Julio Cortázar y es coautor de las canciones Santafesino de veras y Agua y Sol del Paraná junto a Ariel Ramírez y del triunfo de carácter anticolonialista La Vuelta de Obligado, con música de Alberto Merlo. Vivió en Perú, Suecia, Holanda y España.
En su vasta carrera que le valió en 1984 el Diploma al Mérito Konex de los Premio Konex en el rubro Literatura de humor, ha editado, además, revistas-objeto como Claudia o Cuisine & Vins, entre otras publicaciones.
En canal Gourmet realizó cortos con comentarios enológicos y anécdotas, en los que relataba historias de vinos y de lugares famosos por sus cosechas, en especial de su propio país.
En el 2013, un año antes de su fallecimiento, se estrenó una película dedicada a Miguel Bracó, Brascó,  dirigida por Ernesto Livon Grosman. El documental explora las múltiples facetas de Miguel Brascó como artista visual, escritor y editor.
Murió el sábado 10 de mayo de 2014 tras sufrir el 16 de abril un ACV que lo mantuvo internado tres semanas. Brascó tenía 87 años de edad.

## Publicaciones selectas
- 1946, Raíz desnuda.
- 1947, Tránsito de ansiedad.
- 1953, Otros poemas e Irene.
- 1953, Antología universal de la poesía.
- 1959, Criaturas triviales y antiguas guerras.
- 1961, Las Tribulaciones del amor (antología).
- 1964, La máquina del mundo.
- 1967, De criaturas triviales y antiguas guerras. Cuentos.
- 1999, Quejido Huacho. Novela.
- 2006, Pasarla bien.
- 2012, El prisionero. Novela, Editorial Vocación.[1][3]